# Bernard Kampelmacher
Bernard Kampelmacher znany również jako Berisz Kampelmacher (ur. w 1889 w Stanisławowie, zm. w 1942 w Warszawie) – polsko-żydowski nauczyciel, działacz społeczny i sportowy, w czasie okupacji niemieckiej współpracownik organizacji Oneg Szabat w getcie warszawskim.

## Życiorys
W trakcie I wojny światowej walczył w armii austriackiej i dosłużył się stopnia oficerskiego. Po wojnie pracował jako nauczyciel w Szkole Powszechnej w Sochaczewie, gdzie zorganizował żydowski chór uczniowski, a następnie Żydowskie Towarzystwo Gimnastyczno-Sportowe w Sochaczewie. Następnie objął posadę nauczyciela w Grodzisku Mazowieckim, gdzie od 1928 pełnił funkcję dyrektora państwowej Szkoły Powszechnej nr 4. Podobnie jak w Sochaczewie tak i w Grodzisku był aktywnym działaczem społecznym i animatorem życia kulturalnego. Doprowadził między innymi do powstania nowego budynku szkolnego, a także założył dziecięcy klub sportowy i orkiestrę.
W trakcie okupacji niemieckiej podczas II wojny światowej początkowo był członkiem, a okresowo także prezesem Rady Żydowskiej w Grodzisku oraz przewodniczącym Delegatury Żydowskiej Samopomocy Społecznej. Po przesiedleniu grodziskich Żydów do getta warszawskiego, objął funkcję przewodniczącego ziomkostwa miasta Grodziska. W getcie warszawskim nawiązał również współpracę z grupą Oneg Szabat tworzącą podziemne archiwum getta warszawskiego. W archiwum zachowało się kilkanaście szkiców Kampelmachera dotyczących historii Żydów w Grodzisku. Opracował również dla Oneg Szabat monografie kilku miejscowości powiatu sochaczewskiego. Zmarł na tyfus na początku 1942 w trakcie prac nad monografią Grodziska. 